# 조선민주주의인민공화국의 통신
조선민주주의인민공화국의 통신(朝鮮民主主義人民共和國의 通信)은 유선전화, 휴대전화, 컴퓨터 통신으로 이루어졌다. 인터넷과 휴대전화가 보편화되어 있지 않았다.

## 핸드폰
재일본조선인총연합회는 유튜브를 통해서 조선민주주의인민공화국의 2012년 국가산업미술전시회에 공개된 자체 생산 핸드폰 10여종을 공개하였다.

### 아리랑 스마트폰
조선민주주의인민공화국의 스마트폰 종류인 아리랑 스마트폰으로 특히 성능으로 따지자면 거의 삼성전자의 삼성 갤럭시 S 스마트폰에서 삼성 갤럭시 노트의 수준까지 견줄 수 있는 수준의 스마트폰이다.
고려링크에서 전문적으로 판매하는 것으로 특히 아리랑 151 스마트폰등 많은 스마트폰에 데이터 서비스를 하여 특히 광명망으로 조선중앙통신이나 혹은 로동신문 등 신문을 보거나 혹은 류경 오락장 사이트에서 온라인 게임을 하거나 만방 동영상 서비스를 이용할 수 있다.
그리고 현재는 평양 2418은 회피앱을 가지고 조선민주주의인민공화국의 금지 도서나 혹은 금지 동영상을 볼 수 있도록 조치를 해놓을 수 있도록 하였다는 말이 있을 정도로 자주 거래가 되고 있음을 알수가 있고 특히 조선민주주의인민공화국의 앱이나 혹은 동영상과 함께 회피앱으로 블루투스를 통하여 공유가 되고 있다.
더군다나 앱스토어가 없어서 오픈 마켓인 봉사 시장에 가서 직접 구입하여 다운받아서 목란 스트리밍 전문 앱이나 혹은 온라인 게임 혹은 동구권 영화 및 미국 애니메이션을 다운받아야 한다.
그외에는 순조롭게 진행이 되고 있으며 특히 광명망으로 오픈 마켓 서비스가 스마트폰으로 쇼핑을 할 수 있게끔 성능을 내고 있다.

### 평양 스마트폰
평양 2425 스마트폰은 안드로이드 OS 안드로이드 8.1 오레오를 탑재하여서 출시를 하였으며 가장 최신형으로써 출시하였다.
조선민주주의인민공화국은 나의 길동무 서비스 이전에 자료 봉사 2.0이라는 서비스를 추진을 하였으며 이때 평양 2419 스마트폰과 평양 2418 스마트폰에 서비스가 시작이 되었다.
역시 마찬가지로 자료 봉사 2.0 앱스토어 서비스는 나의 길동무와 같이 온라인 게임과 특히 전문 도서 및 외국 도서의 취급 및 동구권 영화 및 조선민주주의인민공화국 영화를 취급하고 특히 프로그램 다운로드도 가능하고 있다.
현재 자료 봉사 2.0 앱스토어는 전성 카드로 서비스가 가능하며 특히 미국 애니메이션 영화도 다운로드를 받아 시청할 수 있는 기반을 가지고 있으며 이를 서비스를 하고 있다.
조선민주주의인민공화국에서 원래는 봉사 시장이라는 오픈 마켓을 이용하였으나 2017년부터 나의 길동무 4.3 서비스를 시작하여 특히 나의 길동무라는 서비스를 이용하여 외국 도서 및 전문 도서와 특히 조선민주주의인민공화국 및 러시아, 인도 영화도 시청할 수 있는 것으로 확인이 되고 있다.
그래서 150여개의 온라인 게임과 전문 도서 및 외국 도서 1,500여권, 900편이 넘는 조선민주주의인민공화국 및 동구권 영화외 동영상, 669곡의 화면 반주 음악을 구성하고 있다.
특히 미국 애니메이션 영화는 물론 러시아 및 동구권 영화도 시청할 수 있음을 알 수가 있어서 그만큼 개방적으로 나아갔다.
특히 만수대 TV에서 직접 운영하는 사이트인 목란비디오에서 미국 애니메이션과 특히 쿠바, 동구권 영화 및 인도 영화를 동영상 파일을 통하여 스마트폰으로 데이터 서비스로 다운로드 받아서 시청할 수 있도록 조정을 하고 있음을 알 수가 있어서 서비스가 많이 개방이 되어 있다.

### 진달래 스마트폰
진달래-3은 만경대 해양 과학 기술사에서 2017년 6월 설계 및 제작된 스마트폰이다.
고려링크에서 전문적으로 판매하거나 혹은 강성네트로 특히 평양 2423 스마트폰 등 많은 스마트폰에 데이터 서비스를 하여 특히 광명망으로 조선중앙통신이나 혹은 로동신문 등 신문을 보거나 혹은 류경 오락장 사이트에서 온라인 게임을 하거나 만방 동영상 서비스를 이용할 수 있다.
특히 만수대 TV에서 직접 운영하는 사이트인 목란비데오에서 미국 애니메이션과 특히 쿠바, 동구권 영화 및 인도 영화를 동영상 파일을 통하여 다운로드 받아서 시청할 수 있도록 조정을 하고 있어서 서비스가 많이 개방이 되어 있다.
그리고 현재는 평양 2423은 회피앱을 가지고 조선민주주의인민공화국의 금지 도서나 혹은 금지 동영상을 볼 수 있도록 조치를 해놓을 수 있도록 하였다는 말이 있을 정도로 자주 거래가 되고 있고 특히 조선민주주의인민공화국의 앱이나 혹은 동영상과 함께 회피앱으로 블루투스를 통하여 공유가 되고 있다.
하지만 지금은 스마트폰으로 우회접속을 하면 결국 K팝 들으면 갑자기 전원 꺼져서 결국 다운이 되고 있으며 이를 중국이 기술 이전을 하였을 가능성을 배제할 수가 없다.

### 푸른하늘 스마트폰
고려링크에서 전문적으로 판매하거나 혹은 강성네트로 특히 푸른하늘 스마트폰 등 많은 스마트폰에 데이터 서비스를 하여 특히 광명망으로 조선중앙통신사나 혹은 로동신문 등 신문을 보거나 혹은 류경 오락장 사이트에서 온라인 게임을 하거나 만방 동영상 서비스를 이용할 수 있다.
현재 푸른하늘 스마트폰으로 조선민주주의인민공화국은 현재 데이터 서비스로 인하여 다운로드 받은 동구권 영화나 혹은 프로 축구 동영상을 서로 블루투스나 혹은 MMS로 공유 받고 있다.
그리고 현재는 푸른하늘은 회피앱을 가지고 조선민주주의인민공화국의 금지 도서나 혹은 금지 동영상을 볼 수 있도록 조치를 해놓을 수 있도록 하였다는 말이 있을 정도로 자주 거래가 되고 있음을 알수가 있고 특히 조선민주주의인민공화국의 앱이나 혹은 동영상과 함께 회피앱으로 블루투스를 통하여 공유가 되고 있다.
특히 만수대 TV에서 직접 운영하는 사이트인 목란비데오에서 미국 애니메이션과 특히 쿠바, 동구권 영화 및 인도 영화를 동영상 파일을 통하여 스마트폰으로 데이터 서비스로 다운로드 받아서 시청할 수 있도록 조정을 하고 있어서 서비스가 많이 개방이 되어 있다.

## 유선전화
1970년대부터 평양직할시, 신의주시, 함흥시, 혜산시에 자동 전화교환국을 설치하였다. 1990년대부터 평양에 공중전화를 설치하였다.

## 라디오
조선민주주의인민공화국은 외국인에게 라디오와 함께 입국하는 것을 금지시켰다. 정보 검열 정책을 통해서 라디오와 텔레비전은 오직 국영방송만 신청하게 개조하였다.

## 인터넷
조선콤퓨터쎈터라는 국영회사가 인터넷 개발에 주력한다.

## 인트라넷
광명망 초기에는 방패망과 함께 동일한 통신망을 사용했으나, 2000년대 전국적인 광케이블 부설 공사가 마무리되면서 독자적인 인트라넷 망을 갖게 되었음을 알수가 있다.
2000년대 초반 기준으로 도 - 시 - 군까지 광케이블 공사가 부설이 완료가 되었고 특히 리 기준과 가정집에는 56Kbps 수준의 모뎀 통신망이 부설이 되어 있으나 2010년대 기준으로 도 - 시 - 군 - 면 - 리 기준으로 광케이블 부설 공사가 완료가 되었고 가정집에서는 ADSL 모뎀 통신망이 부설이 완료가 되어 8Mbps 수준의 데이터 속도를 자랑하고 있다.
현재 광명망 서비스 중에서는 메일 서비스와 전자 게시판 서비스, 채팅 서비스, 온라인 게임 서비스를 추진을 하여 조선민주주의인민공화국 주민들에게 유흥을 즐기기 위한 서비스를 하고 있음을 알수가 있었고 한때는 자체로 게시할 수 있는 권한을 주었다.
2008년 중순 조선민주주의인민공화국이 이집트의 오라스콤과 이동 통신 계약을 하게 되면서, 오라스콤이 광명망을 활용하며 디지털 이동통신망을 구축하고, 지방 지사를 연결해 관리하게 되었다.
또한, 오라스콤에서 휴대폰을 이용한 WAP 서비스를 제공하게 되면서, 북한 당국은 광명망을 개인이 이용하도록 할 수밖에 없게 되었으며 다만 광명망 내에 개설된 게시판에 글을 쓰게 되면, 홈페이지의 관리자나 감독 기관에서 글을 검열한 후에 게시하는 방식의 제한이 생기게 되었다.
또한 조선민주주의인민공화국 내에 스마트폰이 유입되고, 오라스콤에서 본격적으로 스마트폰 판매 서비스를 개시하면서, 광명망의 이용 규모는 이전과는 비교할 수 없을 정도로 성장하게 되었다.
2013년 3월 이후, 김정은이 아직은 개인들에게까지 광명망을 보급할 필요가 없다고 지시하여 개인 가정에 설치되어 있던 모든 광명망 접속선들이 철거되었다고 한다.
하지만 2015년 1월 들어서는 광명망의 개인 이용이 다시 허용되었다고 밝혔으며 특히 그래서 조선민주주의인민공화국은 가정집에도 ADSL 모뎀 사용을 다시 허용하였다.
아예 2017년 8월에는 김정은의 재가 하에 HSPA 모바일 인트라넷 서비스를 허용하여 HSPA USB Stick 판매를 허용하여 조선민주주의인민공화국 주민에게 판매를 하였으며 이를 고려링크에서 인트라넷 서비스 이용자로 개통을 하였다.

## 같이 보기
- 조선민주주의인민공화국의 검열